# Siddeburen
Siddeburen est un village situé dans la commune néerlandaise de Midden-Groningue, dans la province de Groningue. Le 15 mai 2006, le village comptait 3 248 habitants.
Siddeburen a été une commune indépendante jusqu'au 1er janvier 1826. À cette date, la commune a été supprimée et rattachée à Slochteren.